# Jacques Debout
Pour les articles homonymes, voir Debout.
Jacques Debout, de son vrai nom chanoine René Roblot, né le 18 décembre 1872 à Rauville-la-Place (Manche), décédé le 2 février 1939 à Paris, est un prêtre séculier et un homme de lettres français. Il utilisa également le pseudonyme de Jean Saint-Clair.

## Biographie
Il est né dans un milieu mêlant bourgeoisie de robe, agriculteurs et institutrice publique le 18 décembre 1872 à Rauville-la-Place (Manche) où Mgr Anger-Billards, chapelain de Notre-Dame de la Délivrance de 1874 à 1906, sera à l'origine de sa vocation religieuse et de son admiration pour l'écrivain Jules Barbey d'Aurevilly. Sa maison natale se trouve être l'auberge borgne de la Mère Giguet de L'Ensorcelée de Jules Barbey d'Aurevilly.
Il reçoit une éducation profondément chrétienne. Il est élève au Collège d'Agneaux où ses talents et sa distraction font fureur.
Abbé démocrate, Jacques Debout s'engage dans le mouvement naissant des Cercles d'études sociales et des Instituts Populaires, fonde la Revue L'Espérance et apporte sa contribution en 1896 au Congrès de la Démocratie Chrétienne ; il côtoie Marc Sangnier. Aumônier militaire pendant la guerre de 1914-1918, il remporte le prix de poésie de l'Académie française avec Les morts fécondes.
Il crée en 1919 la revue Les Cahiers catholiques qu'il dirigera jusqu'à sa mort, puis en 1922 les Journées d'art religieux (conférences, expositions, concerts, représentations théâtrales, rencontres,...).
Auteur de nombreux ouvrages à grand retentissement et orateur de talent, enseignant aux Ateliers d'art sacré fondés par Maurice Denis et George Desvallières puis dirigés par Henri de Maistre (les Ateliers sont une section de la Société de Saint Jean pour le développement de l'art chrétien), il meurt à Paris le 2 février 1939.
Le maître verrier Paul Bony concevra en hommage à sa mémoire un vitrail placé au-dessus de la cuve baptismale de l'église paroissiale de Rauville-la-Place.

### Militant de la Doctrine sociale de l'Église
Après l'encyclique Rerum novarum du 15 mai 1891, le 16 février 1892, la Lettre encyclique du pape Léon XIII encourage le grand mouvement de la démocratie chrétienne. Encore séminariste et n'ayant pas 20 ans, René Roblot organise déjà le Congrès de Cherbourg des Jeunes catholiques et fonde en 1895 L'Espérance dont le manifeste est :
« Pousser la jeunesse ouvrière à l'étude et à la défense de sa foi religieuse. Lui fournir des convictions sociales raisonnées qui la mettent à l'abri des sophismes révolutionnaires et lui permettent d'exercer une action efficace sur son milieu ».
Dès 1896, au Congrès de la Démocratie chrétienne, L'Espérance apporte sa contribution par un rapport ; et René Roblot devient aumônier de l'Institut Populaire du Marais "Entre Ciel et Terre".
Portrait de Jacques Debout par Georges Hoog : « Sous une allure un peu bohème, une âme de saint prêtre dont le christianisme se faisait volontiers virulent pour fustiger les égoïsmes, les hypocrisies et les médiocrités satisfaites d'elles-mêmes ; un cœur de poète qui, dès sa jeunesse, s'attendrissait sur la misère des pauvres gens ».
René Roblot croise ainsi Marc Sangnier et publie Les Nouvelles semailles, Marc Sangnier et le Sillon.
Ses talents oratoires l'amènent à tenir de très nombreuses "réunions contradictoires" d'abord dans des cafés de quartier populaire, puis dans toute la France ; cette expérience, l'écrivain Jacques Debout la publiera dans Le Monde des vivants, dans Fantoches rouges et bonshommes gris.
Et pour ses conférences de Carême au Canada, Jacques Debout choisit le thème : "Le christianisme, c'est la vie portée à son maximum".

### Écrivain militant et écrivain du terroir
Né au cœur du pays des inspirations de Barbey d'Aurevilly, où il reçut « ses premières impressions ineffaçables », le petit René Roblot voit entrer dans sa vie quelques mois après sa naissance le chanoine Anger-Billards, forte personnalité et ami de Barbey (leur correspondance a été publiée). Jules Barbey d'Aurevilly, Mgr Auguste Alexandre Anger-Billards et le futur Jacques Debout forment une généalogie spirituelle et littéraire fondée sur des valeurs partagées d'attachement au terroir, de patriotisme, d'intrépidité dans le combat intellectuel et de foi catholique. Lors de l'inauguration du Musée Barbey d'Aurevilly à Saint-Sauveur-le-Vicomte, Jacques Debout lut un poème où il rendit hommage à "ce haut enlumineur de nos vieilles légendes". Intime de Barbey d'Aurevilly, le romancier, pamphlétaire et diariste catholique, Léon Bloy, reconnut dans le second volume de son journal Quatre Ans de Captivité à Cochons-sur-Marne, la "marque de l'écrivain", convaincu, en 1904, à la lecture du Monde des Vivants, que Jacques Debout "pourrait bien écrire, un jour, un chef-d’œuvre". 
Le 27 novembre 1919, Jacques Debout se voit - Lauréat à l'unanimité du Concours de Poésie - remettre le prix sous la coupole de l'Académie française après une lecture par Maurice Donnay ; l'ouvrage sera préfacé par Maurice Barrès.

### Intellectuel engagé pour un art chrétien renouvelé
Jacques Debout fonde le 5 juin 1919 avec le journaliste Jean Morienval et Antoine Charrier la revue Les Cahiers Catholiques, dont le but est "de faire aimer toujours plus le catholicisme" en intéressant les lecteurs à des thèmes aussi variés que les mouvements d'idées et d'art, la vie des saints, ou l'action sociale. Il a ensuite fondé en 1922, les Journées d'art religieux.

## Œuvres
- Apostolat social et culturel:
  - Revue L'Espérance - 1895
  - Lettres d'un militant, 1900.
  - Le monde des vivants, 1900.
  - Les nouvelles semailles, Marc Sangnier et le Sillon, 1904.
  - Journal L'Appel, 1905
  - Revue Les Cahiers Catholiques - 1919-1939
  - Les quinze mystères de la bienheureuse Vierge, 1920.
  - Les nouvelles lettres d'un militant, 1921.
  - Et par omissions, 1926. Prix Dodo 1927 de l'Académie française.
  - D'après les paraboles, 1927.
  - Le chanoine Broussillard à Ninive, 1928.
  - Les assassins comme il faut, 1929.
  - La femme aux douze étoiles, 1930.
  - Passiflore des Alpes, Alice de Jésus, 1931.
  - Fantoches rouges et bonshommes gris, 1932.
  - Le chanoine Broussillard dans la brousse, 1933.
  - Plaies d'Égypte et Terre Promise, 1934.
  - Jean Quelconque et le Pater, 1934.
  - La mort est morte, 1935. Prix Montyon 1936 de l'Académie Française
- Théâtre 
  - Le Mystère de Noël, 1901.
  - Le Mystère de la Miséricorde, 1908.
  - Soleil de Justice, 1909, édition 1910
  - Les Voix de Jeanne d'Arc, 1920.
  - Lumière à l'offrande, 1926.
  - Les disciples de Verdun, 1927.
  - Les Trois contre l'Autel, 1928.
  - L'Enfer contre l'Autel, 1930.
  - Les trois visites de Sœur Thérèse, 1930.
  - Un Dieu sur la paille, 1931.
  - Job, maître d'école libre, 1932.
  - La princesse à l'hostie, 1934.
  - Julie Postel, femme forte, 1936.
  - L'événement, 1938.
- Poésie 
  - Les morts fécondes, 1919. Prix de poésie de l’Académie française.
  - L'Ame du feu, 1922.
- Divers 
  - Les victoires de l'âme française Recueil de conférences et de discours, 1915.
  - L'Eglise et la valeur humaine Carême de Montréal, 1928.